# 茨城県立太田第二高等学校

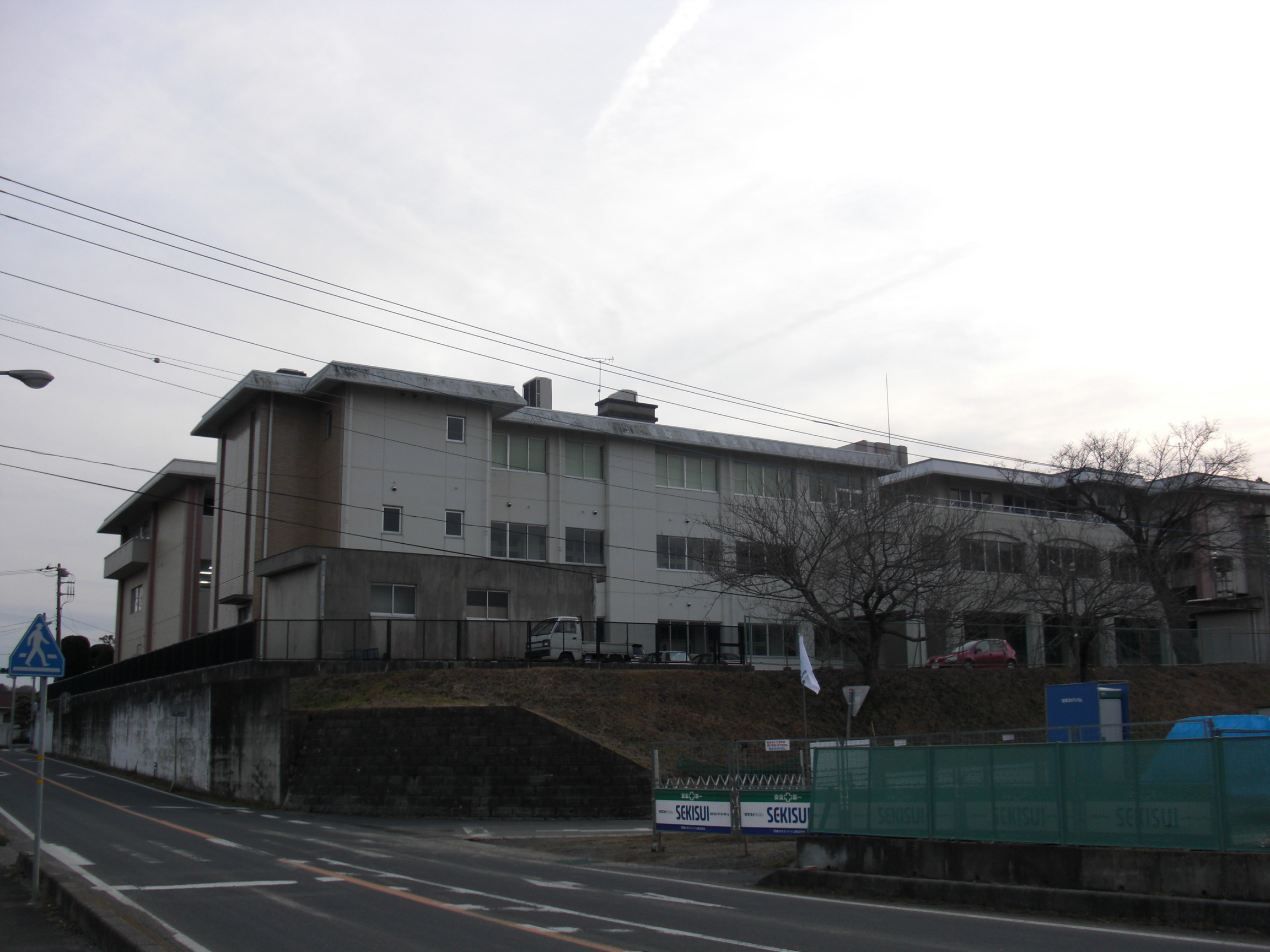
校舎

茨城県立太田第二高等学校（いばらきけんりつ　おおただいに　こうとうがっこう）は茨城県常陸太田市にあった高等学校。
2006年（平成18年）4月に茨城県立里美高等学校を併合し、茨城県立太田第二高等学校里美校としたが、同校は2013年（平成25年）3月に閉校した。茨城県立太田第二高等学校は2017年(平成27年)12月に「第2次県立高等学校再編整備基本計画(2011年［平成23年度］～2020年［平成32年度］)」に基づいた「第2次県立高等学校再編整備の後期実施計画」が発表されたことにより、茨城県立佐竹高等学校と統合し、茨城県立太田西山高等学校が設置された。
本校は男女共学であるが、2015年（平成27年）現在全校生徒229人のうち男子は37人である。

## 概要
1916年（大正5年）に太田町立実科高等女学校として開校し、2016年（平成28年）に創立100周年を迎える。2015年（平成27年）現在、全日制課程普通科と商業科を設置している。校地周辺は「山吹の里」と呼ばれ、校章にもヤマブキがあしらわれている。

## 沿革
久慈郡太田町（現在の常陸太田市）では、1900年（明治33年）に男子の中等教育機関として茨城県立水戸中学校太田分校（現在の茨城県立太田第一高等学校）が創立されていたが、初等教育における女子の進学率の向上に伴って、上級学校への進学意欲も高まってきた。当時、県南・県西では女学校の設置が進んでいたが、県北では未整備であった。そこで太田町では、1915年（大正4年）11月28日の町議会で良妻賢母教育を目的とする「太田町立実科高等女学校」の設置を満場一致で可決し、翌1916年（大正5年）4月に「太田町立太田実家高等女学校」が開校した。第1期生は50人で、修業年限は2年、太田尋常高等小学校（現・常陸太田市立太田小学校）の一角を借用して授業を行い、校長は太田尋常高等小学校長が兼務した。開校後すぐ、1916年（大正5年）9月から太田尋常高等小学校の敷地に高等女学校の校舎の建設を開始、翌1917年（大正6年）3月に新校舎が完成し、移転した。校舎建設費5,200円は寄付と太田町基本財産で賄う予定であったが、篤志家からの寄付が相次いだため、寄付金のみで建設が可能であった。女学校の経営は恒常的に歳入が歳出を上回る状態であり、太田町の財政に負担を強いてきたが、1920年（大正9年）頃には教育設備が整い、当時としては恵まれた環境が構築された。1919年（大正8年）9月、「茨城県久慈郡太田実科高等女学校」に改称、1921年（大正10年）4月には女学校卒業生を対象とした1年制の補習科も併設された。この補習科は1925年（大正14年）閉科と短命に終わった。
一方、女子中等教育をめぐっては、市町村立から県立へ、実科高等女学校よりも「実科」の付かない高等女学校への進学が期待されるようになり、県南・県西ではそれが進んでいたが、またしても県北は取り残されていた。太田実科高等女学校では県立移管を意識して、1925年（大正14年）に「茨城県太田実科高等女学校」への改称と定員の200人への増員を行い、1926年（大正15年）3月には町議会での紆余曲折を経て修業年限の4年への延長と学費の値上げが可決された。同年7月28日には県立移管の請願が町議会で可決され、太田町の周辺町村でも県立移管を推進する動きが高まり、同年11月の茨城県議会で翌1927年（昭和2年、議会中は「大正16年」として）度予算説明で茨城県太田実科高等女学校の県立移管を伊東喜八郎知事が表明し、県立移管が確定的となった。そして1927年（昭和2年）4月1日に県立移管に伴って「茨城県立太田高等女学校」への改称と定員400人への増員が行われた。当時、県立へ移管するには町立・組合立からまず郡立へ移管するのが一般的であったが、茨城県太田実科高等女学校は郡立になることなく一挙に県立に昇格できたことから、太田町民の誇りとなった。
県立移管の実現に伴い、当時県立学校となるための要件として「10万円の寄付と整地済みの土地1万坪（≒33,508m2）の提供」があったことから、その履行が求められた。太田町と久慈郡の各町村はそれぞれ寄付金を負担したが、太田町では思うように寄付が集まらず、1929年（昭和4年）には町長が「太田町のガンとも称すべき女学校問題」と施政方針で演説するに至った。その後、新校地が新宿町の「山吹の里」に決定し、1929年（昭和4年）10月に2階建てでクリーム色をしたモダンな校舎が竣工した。机や椅子は生徒が自ら新校舎へ運び入れた。当時の校訓は「明朗・貞淑・勤勉」で、1933年（昭和8年）には校歌・校章も制定された。学校施設の整備も進められたが、時代は太平洋戦争による戦時体制となり、1944年（昭和19年）には太田高等女学校の卒業生らが太田女子挺身隊を結成し、同年1月から3月にかけて太田高等女学校内に軍需工場が設置された。更に1945年（昭和20年）になると高学年の生徒が直接日立製作所に通い、工員として各工場で労働することとなった。
1948年（昭和23年）4月1日、太田高等女学校は茨城県立太田女子高等学校に改称、翌1949年（昭和24年）4月1日には茨城県立太田第二高等学校へ改称と同時に共学化された。当時は普通科・家庭科・商業科を置き、毎年10人前後の男子生徒が商業科に入学していたが、1963年（昭和38年）の商業科定員増員時には男子生徒の入学はなく、以降は女子生徒のみとなった。1970年（昭和45年）4月、久慈郡里美村（現在は常陸太田市内）に里美分校を設置する。里美分校は1972年（昭和47年）4月1日に茨城県立里美高等学校として独立するも2006年（平成18年）に再度茨城県立太田第二高等学校の分校へ移管され、2013年（平成25年）3月31日をもって閉校した。

### 年表
- 1916年（大正5年）4月1日 - 太田町立太田実科高等女学校として開校、太田小学校の一部を借用[24]。
- 1927年（昭和2年） - 茨城県立太田高等女学校に改称[24]。
- 1929年（昭和4年） - 現在地に新校舎完成[24]。
- 1948年（昭和23年） - 茨城県立太田女子高等学校となる[24]。
- 1949年（昭和24年）4月1日 - 茨城県立太田第二高等学校に改称。
- 1970年（昭和45年）4月 - 里美分校を設置[22]。
- 1972年（昭和47年）4月1日 - 里美分校が茨城県立里美高等学校として独立[22]。
- 2006年（平成18年） - 里美高等学校を太田第二高等学校里美校として分校化[23]。
- 2013年（平成25年）3月31日 - 里美校を閉校[23]。
- 2016年（平成28年） - 創立100周年。
- 2018年 (平成30年) - 茨城県立佐竹高等学校と統合し、茨城県立太田西山高等学校が開校する。
- 2021年 (令和3年) 3月31日 - 閉校[25]。

## 教育の特色
伝統文化学習を通して地域貢献のできる人材を育成することを目標としている。特に食育が重視され、そば打ち体験や郷土料理を使った弁当作りなどが取り入れられている。学校設定科目として「社会福祉基礎」を普通科・商業科ともに選択教科として選ぶことができる。

### 女子校時代の特色
『茨城県大百科事典』によると、1980年（昭和55年）頃には、以下のような教育上の特色があった。この頃には、家政科が存在した。
- 校内の施設を使った宿泊学習
- 知育・徳育・体育のバランスのとれた人間の育成

## 部活動
2015年現在活動中のもの。運動部で（男女）表記のない部は女子のみ。
| 運動部 - 弓道部（男女） - 山岳部（男女） - ソフトテニス部 - 卓球部（男女） - なぎなた部 - バスケットボール部（男女） - バドミントン部（男女） - バレーボール部 | 文化部 - 音楽部 - 演劇部 - 軽音楽部 - JRC部 - 自然科学部 - 商業部 - 書道部 - 美術部 | 同好会 - 囲碁将棋同好会 - 茶道同好会 |

## 交通
- 常陸太田市市民バス
  - 二高前バス停より約50m[2]。
  - 西二町バス停より約750m[2]。
  - 東二町バス停より約800m[2]。
- JR水郡線（常陸太田支線）常陸太田駅より徒歩約20分（約2km）[2]。スクールバスあり[2]。

## 里美校
茨城県立太田第二高等学校里美校（いばらきけんりつ おおただいにこうとうがっこう さとみこう）は、茨城県常陸太田市折橋町27番地の2（北緯36度42分53.6秒 東経140度29分41.5秒 / 北緯36.714889度 東経140.494861度）に存在した公立の高等学校。2006年（平成18年）4月1日に太田二高の分校となるまでは、茨城県立里美高等学校であった。校訓は至誠・明朗・協和。全日制普通科を設置し、2010年度の全校生徒数は35人（男子24人、女子11人）であった。

### 里美校の沿革
- 1970年（昭和45年）
  - 4月 - 茨城県立太田第二高等学校里美分校として開校[22]。第1期生の入学試験は太田二高で行われ、96名が合格した[22]。校舎はまだ建設中だったため、里美村立小里小学校の一部を借用して授業を開始[22]。
  - 9月 - 鉄筋コンクリート4階建の新校舎が完成、移転[22]。校地32,378m2は里美村が茨城県に寄付した[22]。
- 1972年（昭和47年）4月1日 - 茨城県立里美高等学校として独立[22]。
- 1972年（昭和47年） - 1学級35人制を開始[27]。当時、茨城県立高等学校の1学級は45人であった[27]。
- 2006年（平成18年）4月1日 - 茨城県立太田第二高等学校里美校となる。これまで2学級の募集であったが、1学級のみとなる[27]。
- 2011年（平成23年）4月1日 - 募集停止[28]。
- 2013年（平成25年）
  - 3月2日 - 卒業式と閉校式を挙行[23]。
  - 3月31日 - 閉校[23]。43年の歴史に幕を下ろす[23]。

#### 開校の経緯と地域への影響
1965年（昭和40年）頃の茨城県の高等学校進学率は50%ほどであったが、里美村では1965年時点で38.1%と低い水準にあった。そこで、村内に県立高校を誘致する運動が起こり、1970年（昭和45年）に太田第二高等学校の分校として発足した。県北山間地域の開発と過疎への対策としての役割もあった。
里美分校の開校に加え、経済事情の好転、道路整備によるバス通学の実現が重なり進学率は上昇し、1981年（昭和56年）に中学生の進学率は100%となった。

#### 太田二高の分校化と閉校の決定
2006年（平成18年）、入学者数の減少により、太田第二高等学校の分校となることが決定した。校歌と校訓は里美高等学校から維持・継承された。その後茨城県教育委員会は、2010年（平成22年）5月25日に第2次県立高校再編整備の前期実施計画を発表し、定員割れの続く里美校の閉校を決定した。常陽新聞の報道によると、定員40人に対し、過去3年の入学者は20人に満たなかったという。2013年（平成23年）3月2日、里美校で卒業式と閉校式が挙行され、最後の卒業生9人が送り出された。

### 里美校の部活動
2010年（平成22年）時点で活動していたもの。
| 運動部 - ゴルフ部 - 総合体育部 | - テニス部 - バスケットボール部 | 文化部 - 書道部 - 総合文化部 |